# Циліндр

Прямий круговий циліндр. h — вісь циліндра; r — радіус.

Цилі́ндр (грец. κύλινδρος — «валик») — геометричне тіло, обмежене замкненою циліндричною поверхнею і двома паралельними площинами, що перетинають її.

## Види циліндрів
Нескінченний циліндр — це нескінченне тіло, обмежене замкненою нескінченною циліндричною поверхнею.
Відкритий циліндр — геометричне тіло, обмежене замкненим циліндровим променем і його основою.[що?]
Основи циліндра якісно впливають на циліндр:
- якщо основи циліндра пласкі (отже, площини, що містять їх, рівнобіжні) — циліндр називають таким, що стоїть на площині;[що?]
- якщо основи стоять на площині циліндра перпендикулярні твірним — прямий циліндр; зокрема, якщо основа що стоїть на площині циліндра:[що?]
  - круг — круговий циліндр;
  - еліпс — еліптичний циліндр;
  - парабола - параболічний циліндр.

## Елементи кругового циліндра
Круги, що утворюють циліндр,[що?] називаються основами циліндра. Вони рівні і лежать у паралельних площинах.
Твірні циліндра — відрізки, що сполучають відповідні точки кіл кругів. Вони паралельні і рівні між собою. 
Поверхня циліндра складається з основ і бічної поверхні.
Бічна поверхня складається з твірних.
Радіусом циліндра називається радіус його основи.
Висотою циліндра називається відстань між площинами основ.
Віссю циліндра називається пряма, яка проходить через центри основ. Вона паралельна твірним.
Осьовий переріз — переріз циліндра площиною, яка проходить через вісь циліндра. Осьовий переріз є прямокутником, сторони якого — діаметр та твірна циліндра.
Площина, дотична до циліндра — площина, яка проходить через твірну прямого циліндра і перпендикулярна до осьового перерізу, проведеного через цю твірну.
Циліндр називається прямим, якщо його твірні перпендикулярні до площин основ. Круговий прямий циліндр можна розглядати як тіло, утворене обертанням прямокутника навколо його сторони як осі.

## Площа поверхні

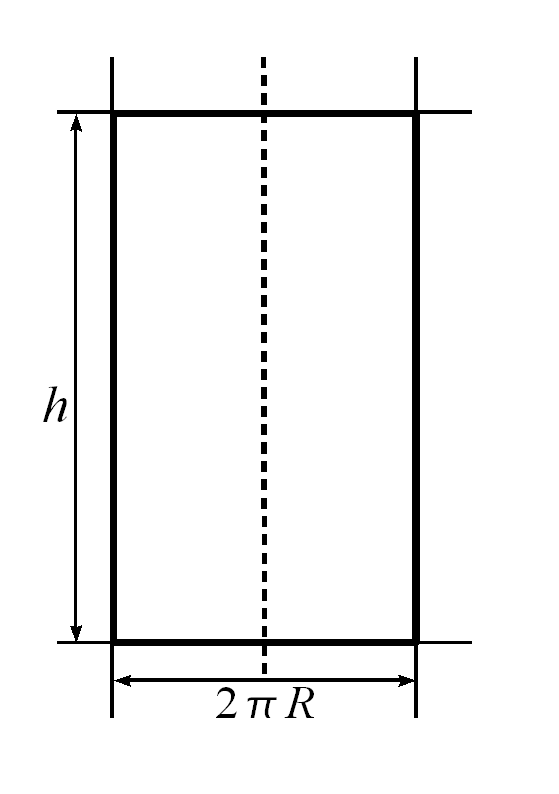

### Площа бічної поверхні
Площа бічної поверхні тіл обертання обчислюється за їхньою розгорткою. Розгортка циліндра являє собою прямокутник з висотою {\displaystyle h} і довжиною {\displaystyle 2\pi R}, отже площа бічної поверхні циліндра дорівнює площі його розгортки та обчислюється за формулою:
{\displaystyle S_{b}=2\pi Rh}

### Площа повної поверхні
Площа повної поверхні циліндра дорівнює сумі площ його бічної поверхні та його основ:
{\displaystyle S_{p}=2\pi R(h+R)}

## Об'єм
Візьмемо плоску фігуру, утворену такими прямими: y = R, x = 0, x = h, y = 0 та будемо обертати її навколо осі Ox. Так ми отримуємо тіло обертання, утворене обертанням прямокутника навколо однієї з його сторін, тобто циліндр.
{\displaystyle V=\pi \int \limits _{0}^{h}R^{2}dx=\pi {\Bigl .}R^{2}x{\Bigr |}_{0}^{h}=\pi R^{2}h},
кінцева формула:
{\displaystyle V=\pi R^{2}h=\pi {\frac {d^{2}}{4}}h},
де d — діаметр основи; R — радіус основи.